# Goredi Chancha
Goredi Chancha là một thị trấn thống kê (census town) của quận Nagaur thuộc bang Rajasthan, Ấn Độ.

## Nhân khẩu
Theo điều tra dân số năm 2001 của Ấn Độ, Goredi Chancha có dân số 9834 người. Phái nam chiếm 53% tổng số dân và phái nữ chiếm 47%. Goredi Chancha có tỷ lệ 64% biết đọc biết viết, cao hơn tỷ lệ trung bình toàn quốc là 59,5%: tỷ lệ cho phái nam là 75%, và tỷ lệ cho phái nữ là 51%. Tại Goredi Chancha, 16% dân số nhỏ hơn 6 tuổi.